# Treklöverknut

Överhandsknop och treklöverknut.

En treklöverknut är den matematiska motsvarigheten till en triquetra. Matematiska knutar studeras inom knutteori som tillhör den matematiska grenen topologi. Treklöverknuten är den mest grundläggande (icke-triviala) knuten och fås genom att göra en överhandsknop där man sedan fäster ihop ändarna. Treklöverknuten är en primknut vilket betyder att den kan användas för att bygga upp andra knutar analogt med hur primtalen bygger upp de positiva heltalen, men inte själv kan byggas upp från enklare knutar.

## Fakta
Treklöverknuten består av en komponent och har 3 korsningar och 3 bågar. Det finns två varianter på knuten, vänsterhänt och högerhänt treklöverknut som är varandras spegelbilder. Dessa är oförenliga, d.v.s. om man har den ena kan man aldrig få den andra utan att först klippa sönder snöret. Det här gör att de tillhör skilda isotopiklasser och knutarna kallas chirala. Listings knut (eng. figure-eight knot) är däremot ett exempel där knuten och spegelbilden är isotopa, alltså den ena kan bli den andra genom enkel manipulation av snöret, knutarna kallas då achirala. 
Treklöverknuten kan definieras av kurvan som specificeras av de parametriska ekvationerna
{\displaystyle x=\sin t+2\sin 2t}
{\displaystyle y=\cos t-2\cos 2t}
{\displaystyle z=-\sin 3t}.

### Vridning
| Positiv korsning |  | Negativ korsning |
| Positiv korsning |  | Negativ korsning |

När man räknar ut vridningen (eng. writhe) hos en knut måste man räkna antalet positiva och negativa korsningar. För få positiva eller negativa korsningar måste man först tilldela knutdiagrammet en riktning. Vridningen för ett diagram definieras som summan av tecknen i alla korsningar alternativt antalet positiva korsningar minus antalet negativa korsningar. Vridningen av ett diagram D skrivs {\displaystyle w(D)}. För treklöverknuten gäller att {\displaystyle w(D)=\pm 3} beroende på om det är en höger- eller vänsterhänt knut samt vilken orientering den har. 
För {\displaystyle D=}  så fås {\displaystyle w(D)=-3} ty alla korsningar är negativa. Om vi däremot låter D ha motsatt orientering så blir alla korsningar positiva och vridningen blir då 3 istället.

### Parentes-polynomet
{\displaystyle D_{v}=} Vänsterhänt treklöverknut
{\displaystyle \left\langle D_{v}\right\rangle =A^{7}-A^{3}-A^{-5}}
{\displaystyle D_{h}=} Högerhänt treklöverknut
{\displaystyle \left\langle D_{h}\right\rangle =A^{-7}-A^{-3}-A^{5}}

### Kauffman-polynomet
{\displaystyle D_{v}=} Vänsterhänt treklöverknut
{\displaystyle f\left[D_{v}\right]=(-A)^{9}(A^{7}-A^{3}-A^{-5})}
{\displaystyle D_{h}=} Högerhänt treklöverknut
{\displaystyle f\left[D_{h}\right]=(-A)^{-9}(A^{-7}-A^{-3}-A^{5})}

### Jones-polynomet
Jones-polynomet {\displaystyle V_{D}} kan kopplas samman med Kauffman-polynomet {\displaystyle f\left[D\right]} med formeln
{\displaystyle V_{D}(t)=f\left[D\right](t^{-1/4}).}
Vilket för den vänsterhänta knuten ger
{\displaystyle V_{Dv}=t^{-1}+t^{-3}-t^{-4}}
och för den högerhänta
{\displaystyle V_{Dh}=t^{1}+t^{3}-t^{4}.}